# Asensio Sáez García
Asensio Sáez García (cuyo verdadero nombre de pila fue Ascensio), fue un narrador, ensayista, poeta y pintor español, miembro del grupo literario Azarbe. Nació en La Unión (Murcia) en 1923, y murió en la misma ciudad en 2007. Estudió magisterio y sirvió como maestro nacional hasta su jubilación. Regentaba una librería que llevaba y lleva su nombre ya que permanece aún abierta en su ciudad natal (Librería Sáez), en la Calle Mayor del municipio. 
En 1961 fue el creador del Festival Internacional del Cante de las Minas, cuyas ediciones se siguen produciendo a través de los años. Académico numerario de la Academia Alfonso X el Sabio de Murcia y Encomienda de Número de la Orden del Mérito Civil. Parte de su creación poética tiene influencia surrealista. Su narrativa se centra en la comarca y ciudad minera de La Unión. Colaborador, con artículos y cuentos, de los diarios La Verdad y ABC de Madrid, así como de las revistas Primer Plano y Blanco y Negro.

## Obras

### Poesía
- Cuatro esquinas, 1950.
- Obra dramática: Compuesta por Los felices veinte (1987) y Las solteras (1988).

### Ensayo
- La Unión: ciudad del sudeste (1955).
- Libro de La Unión: Biografía de una ciudad alucinante (1957).
- La copla enterrada: teoría apasionada del cante de las minas (1998).

### Narrativa
- Cuentos (1986).
- Boda civil y otros cuentos (1994).
- Del amor y otras consolaciones (1995).

### Artículos
- Paisaje murciano."   Murgetana, N.º 100, 1999, pags. 151-155.
- Memoria de Raimundo de los Reyes."   Murgetana, N.º 95, 1997, pags. 41-44.
- Letra y son de la muerte murciana."   Murgetana, N.º 84, 1992, pags. 7-40.